# Čtvrtý konstantinopolský koncil (fotiovský)
Církevní sněm označovaný jako čtvrtý konstantinopolský koncil se konal v Konstantinopoli v letech 879–880. Na odlišení od stejnojmenného ekumenického sněmu z let 869–870 se nazývá také fotiovská synoda nebo koncil v Hagii Sofii. Potvrdil znovudosazení Fotia jako konstantinopolského patriarchy a zabýval se také dalšími teologickými a církevněprávními otázkami. V jednáních po skončení koncilu se Bulharsko rozhodlo, že se bude církevně orientovat na Konstantinopol, a ne na Řím.
Část pravoslaví tento sněm považuje za ekumenický koncil, a pak ho počítá jako osmý ekumenický koncil.

## Pozadí
Koncil řešil spor, který vznikl po sesazení Ignatia I. z místa konstantinopolského patriarchy v roce 858. Ignatios, dosazený do svého úřadu nekanonickým způsobem, se postavil caesaru Bardasovi, který sesadil regentku Theodoru II. V reakci na to Bardasův synovec, mladý císař Michael III, připravil Ignatiovo sesazení a uvěznění na základě obvinění ze zrady. Patriarchální trůn byl pak obsazen Fotiem, proslulým učencem a příbuzným Bardase. Sesazení Ignáce bez formálního církevního soudu a náhlé povýšení Fótia vyvolalo v církvi skandál. Papež Mikuláš I. a západní biskupové se postavili za Ignatia a odsoudili Fotiovo jmenování jako nekanonické. V roce 863 na synodě v Římě papež Fotia sesadil a znovu jmenoval Ignatia patriarchou. Fotios však měl císařovu podporu a odpověděl svoláním koncilu a exkomunikací papeže.
Situace se změnila, když Fotiovi patroni, Bardas a císař Michael III., byli v letech 866 a 867 zavražděni Basileiem Makedonským, který uzurpoval trůn. Fotios byl sesazen jako patriarcha ani ne proto, že byl chráněncem Michaela, ale proto, že Basileios usiloval o spojenectví s papežem a západním císařem. Fotios byl sesazen a vypovězen asi koncem září 867 a Ignatios byl znovu dosazen 23. listopadu. Fotios pak byl odsouzen čtvrtým konstantinopolským koncilem konaným od 5. října 869 do 28. února 870. Koncil potvrdil Ignatiův návrat do funkce patriarchy.

## Koncil z let 879–880
Po Ignatiově smrti v roce 877 císař jmenoval Fotia znovu patriarchou Konstantinopole. V roce 879 byl svolán koncil, který se konal v Konstantinopoli a byli na něm zástupci všech pěti patriarchátů včetně římského (celkem 383 biskupů). Anthony Edward Siecienski píše: "V roce 879 císař svolal další koncil, který se měl sejít v Konstantinopoli, v naději, že nový papež Jan VIII. (872–882) uzná platnost Fotiova nároku na patriarchát. Koncilu, na Východě někdy nazývaného osmý ekumenický, se zúčastnili papežští legáti (kteří s sebou přinesli dar od papeže – pallium pro Fotia) a přes 400 biskupů, kteří okamžitě potvrdili Fotia jako právoplatného patriarchu."
Koncil také implicitně odsoudil přidání Filioque k Nicejsko-cařihradskému vyznání víry, což byl dodatek zamítaný v té době i v Římě: „Bylo přečteno Vyznání víry (bez Filioque) a byli odsouzeni ti, kteří do něj vkládají své vlastní vymyšlené fráze [ἰδίας εὑρεσιολογίαις], a bylo to dáno jako všeobecné poučení věřícím nebo těm, kteří se vracejí z nějakého druhu kacířství a projevují odvahu úplně falšovat [κατακιβδηλεῦσαι άποθρασυνθείη] starobylost tohoto posvátného a ctihodného Horos [Pravidla] nelegitimními slovy, přidanými nebo ubranými“. Pravoslavní tvrdí, že tím koncil odsoudil nejen přidávání Filioque do vyznání víry, ale také odsoudil tuto formuli jako heretickou (názor, který prosazoval Fotios ve svých polemikách proti Římu), zatímco římští katolíci tyto dvě otázky oddělují a trvat na teologické pravověrnosti formule. Podle nekatolíka Philipa Schaffa „K řeckým koncilním aktům byl poté přidán (smyšlený) dopis papeže Jana VIII. Fotiovi, prohlašující Filioque za dodatek, který římská církev odmítá, a za rouhání, které musí být klidně a postupně zrušeno."

## Recepce koncilu
Koncil se konal za přítomnosti papežských legátů, kteří jednání schválili.
Římskokatolický historik František Dvorník tvrdí, že papež závěry koncilu přijal a zrušil rozhodnutí koncilu z let 869–870. Jiní katoličtí historici, jako Warren Carroll, s tím polemizují. Siecienski říká, že papež pouze dal kvalifikovaný souhlas se závěry koncilu. Philip Schaff se domnívá, že papež, oklamaný svými legáty ohledně skutečného jednání, nejprve s císařem souhlasil, ale později koncil odsoudil. V každém případě papež přijal znovudosazení Fotia jako patriarchy.
8. března 870, tři dny po skončení koncilu, se papežští a východní delegáti setkali s bulharskými vyslanci vedenými kavhanem Petrem, aby rozhodli o statutu bulharské pravoslavné církve. Bulhaři nebyli po dlouhých jednáních s postoji papeže spokojeni, ale dosáhli dohody s Byzantinci a rozhodli se, že se bulharská církev bude orientovat na Východ.
Fotiovské schizma (863–867), které vedlo ke koncilům v letech 869 a 879, představuje zlom mezi Východem a Západem. Zatímco předchozích sedm ekumenických koncilů je uznáváno jako ekumenických a autoritativních Východem i Západem, mnoho východních ortodoxních křesťanů uznává koncil z roku 879 jako osmý ekumenický koncil s argumentem, že ten anuloval sněm předchozí. Tento koncil je v Encyklice východních patriarchů z roku 1848 označován jako ekumenický. Katolická církev však jako osmý ekumenický uznává koncil z roku 869 a neřadí koncil z roku 879 mezi ekumenické koncily.